# Maison Book Girl
Maison book girl est un groupe de musique d'idoles japonaises formé en juillet 2014.
Megumi Koshoji est une ancienne membre des BiS (Brand-new Idol Society) et Aoi Yagawa a été finaliste de Miss iD 2015 (ミスiD2015).

## Biographie
Après la séparation de son groupe BiS en juillet 2014, Megumi Koshoji annonce la création d'un nouveau groupe d'idoles ; le nom temporaire était book house girl. Le groupe se compose de quatre filles : Megumi Koshoji (la leader), Aoi Yagawa, Yui Inoue et Kaori Munemoto ; qui sont produites par le musicien Kenta Sakurai qui a travaillé avec Izukoneko dans le passé.
En plus de leurs activités musicales, les filles font la promotion de la mode, de l'art et de la street culture.
En novembre 2014, il a été annoncé sur internet que le groupe d'idoles avait changé son nom pour s'appeler Maison book girl.
Elles se sont produites pour la première fois en concert à l'occasion de @JAM the Field vol.6 en novembre 2014.
Kaori Munemoto a démissionné en mars 2015 pour des raisons familiales,. Elle est remplacée par Rin Wada qui intègre le groupe le 27 mars.
Leurs singles white et black sont sortis simultanément en mars 2015 ; il s'agissait d'éditions limitées en vente uniquement dans les salles de concert.
Le groupe participe au TOKYO IDOL FESTIVAL 2015 le 2 août suivant.
Le premier album studio de Maison Book Girl Bath Room sort en septembre 2015, le premier disque du groupe d'idoles à être mis en vente au niveau national ; les costumes des membres et leurs photos de profil ont été réalisés en collaboration par le créateur de mode Hachi (Balmung) et le graphiste Rei Nakanishi. À l'occasion de la sortie du disque, Maison Book Girl participe à une série d'événements dans les magasins Tower Records de Tokyo et Osaka du 20 septembre au 24 octobre.
Le groupe donne un one-man live "solitude hotel 1F" au Shibuya WOMB à Tokyo le 25 novembre 2015.
En mars 2016, est mis en vente le premier EP summer continue, ce dernier comprenant quatre nouvelles chansons.
À la fin de l'année, le groupe sort son premier single major river (cloudy irony) en novembre 2016 sur le label Tokuma Japan Communications ; il se classe 30e à l'Oricon et s'y maintient pendant deux semaines.
Le 6 novembre 2016, le groupe effectue son 2e one-man live "Solitude HOTEL 2F" au Shibuya WWW X à Tokyo.
En avril 2017, sort son deuxième album du groupe Image qui devient le premier album studio à sortir sur un label major.

## Membres
- Megumi Koshoji (コショージメグミ) : née le 28 septembre 1993 (31 ans)
- Aoi Yagawa (矢川葵) : née le 1er avril 1994 (30 ans)
- Yui Inoue (井上唯) : née le 13 septembre 1994 (30 ans)
- Rin Wada (和田輪) : née le 14 mars 1995 (30 ans) (intègre le groupe le 27 mars 2015)

Ex-membre
- Kaori Munemoto (宗本花音里) : née le 13 avril 1993 (31 ans) (quitte le groupe le 27 mars 2015)

## Discographie

### Albums
Studio
Mini album
Compilation

### Singles
Singles indies
Singles major